# Enrico Benzing
Pour les articles homonymes, voir Benzing.
Enrico Benzing (Milan 17 juin 1932), est un ingénieur et journaliste sportif Italien, spécialiste du sport automobile.

## Biographie
Fils de l'écrivain Mario Benzing, Enrico Benzing a été, après les études d'ingénierie mécanique et aérotechnique, Commissaire technique de la Federazione Motociclistica Italiana, en particulier pendant les Moto-Tours d’Italie en 1953, 1954 et 1956 puis de 1978 à 1980. Il a également été le représentant italien de la Commission Technique de la Fédération internationale de l'automobile.
Doyen des journalistes italiens de Formule 1, il écrit pendant vingt ans pour le quotidien milanais « La Gazzetta dello Sport », en tant que responsable des pages des sports mécaniques et envoyé spécial sur les Grands Prix de Formule 1. Depuis 1974, il écrit pour le quotidien « Il Giornale », fondé par Indro Montanelli.
En 1963 il remporte la première édition du « Prix Dino Ferrari » et, en 1977, le « Premiolino » grâce à ses révélations à propos de Enzo Ferrari.
Comme expert en aérodynamique, il réalise de nombreux projets pour améliorer l'aérodynamique des voitures monoplaces, y compris en Formule 1.
Il publie des essais sur la technique automobile, tant sur la motorisation que sur l'aérodynamique, des monographies et beaucoup de catalogues raisonnés. Il est membre de la « Society of Engineers » britannique. Il est l'inventeur d'un algorithme pour calculer la puissance des moteurs à partir des facteurs aérodynamiques.

## Œuvres (liste sélective)
- Ali / Wings. Progettazione e applicazione su auto da corsa. Their design and application to racing cars, Milano, (2012)
- Formula 1. Evoluzione, tecnica, regolamento, (2010)
- De l'aérodynamique à la puissance en Formule 1. Un demi-siècle de moteurs mis à l'analyse (Dall'aerodinamica alla potenza in Formula 1. Mezzo secolo di motori in analisi) (2004)
- Ali / Wings. Studio per tecnici e piloti di auto da corsa. Study for Racing Car Engineers and Drivers (1992)
- Ferrari Formula 1, Catalogue raisonné 1948-1988 (1988)
- Motori da corsa (1968)